# Bah Tonang
Bah Tonang is een bestuurslaag in het regentschap Simalungun van de provincie Noord-Sumatra, Indonesië. Bah Tonang telt 1661 inwoners (volkstelling 2010).